# 12 Aquilae
12 Aquilae (i Aquilae) é uma estrela na direção da Aquila. Possui uma ascensão reta de 19h 01m 40.84s e uma declinação de −05° 44′ 20.5″. Sua magnitude aparente é igual a 4.02. Considerando sua distância de 149 anos-luz em relação à Terra, sua magnitude absoluta é igual a 0.73. Pertence à classe espectral K1IIIvar.